# Küküllőmenti-dombvidék

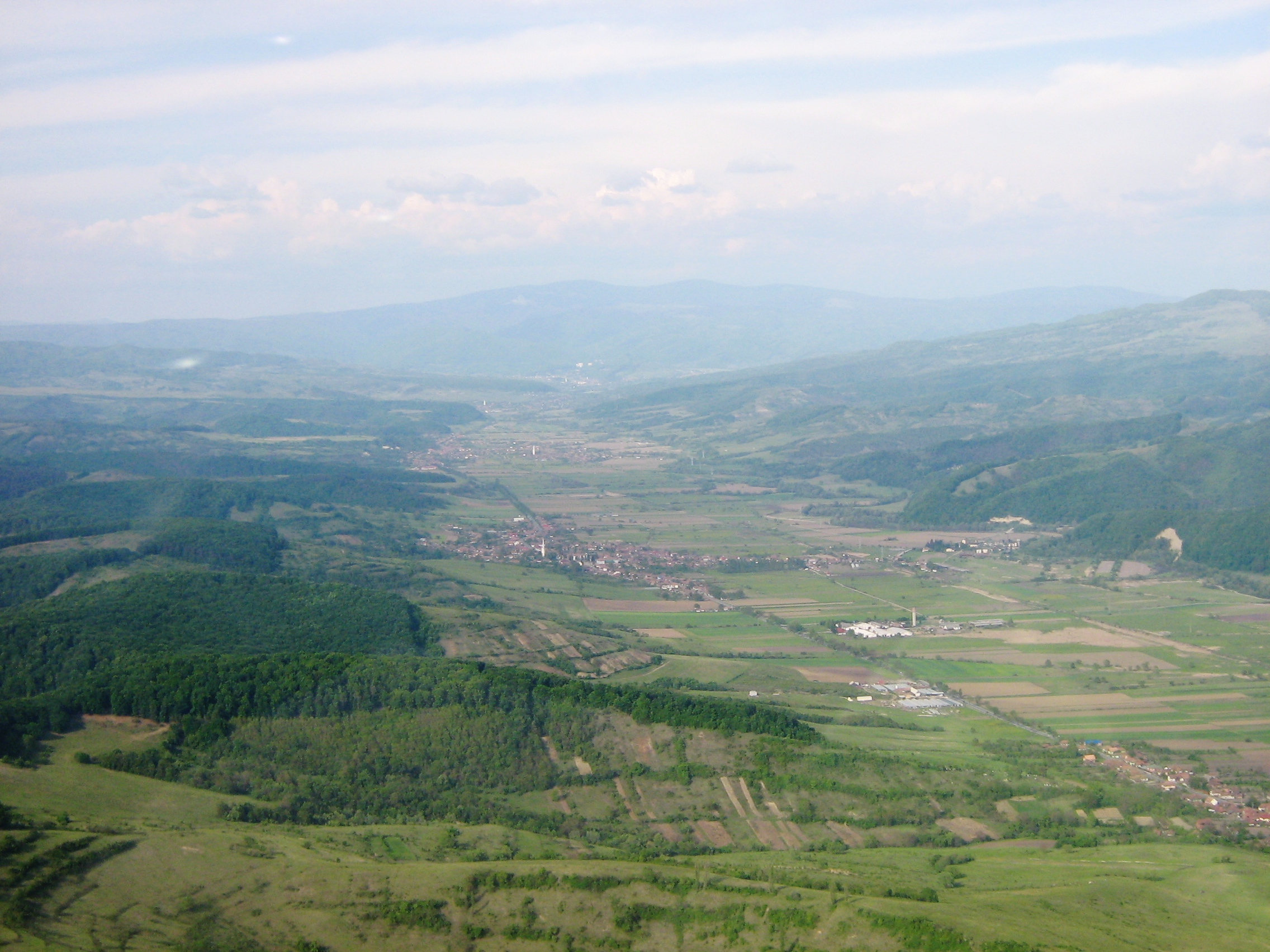
A Kisküküllő menti dombvidék látképe

A Maros folyótól délre terül el a Küküllőmenti-dombvidék, melynek kiemelkedései néhol a 600 métert is megközelítik. A dombvidéket lapos vízválasztók, földgázt rejtő feltobzódások és széles, teraszos völgyek, csuszamlásos domboldalak jellemzik, ezáltal a vidéknek jellegzetes hullámos felszínt eredményezve.

## Fekvése
A Marostól délre, a Maros és a Kis-Küküllő közé eső (Dicsőszentmártoni-dombság) területe, amely egészen a Déli-Kárpátok lábánál található medencékig terjed.

## Története

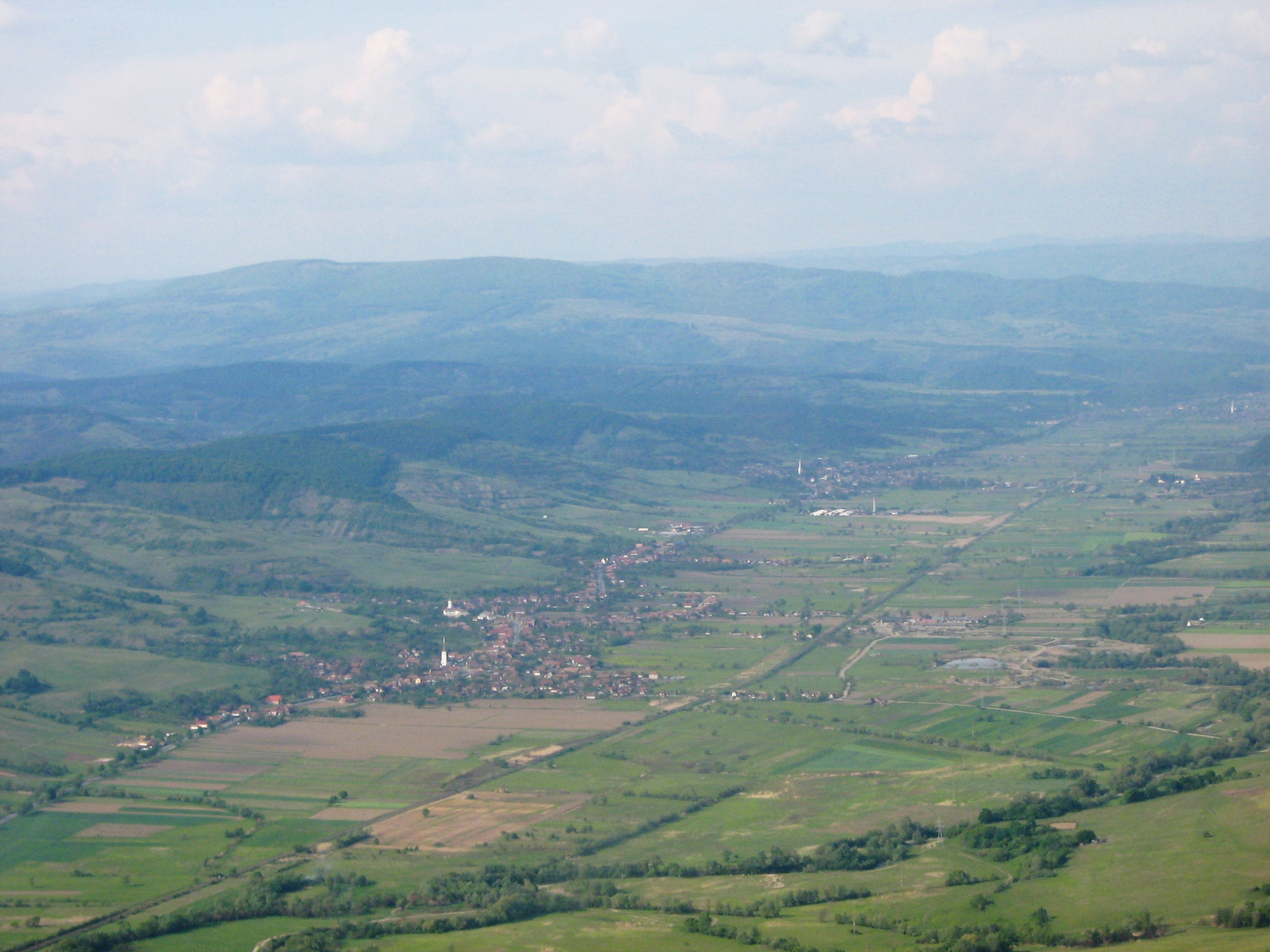
A Küküllőmenti-dombvidék látképe a Kisküküllő völgyével

A terület kialakulása - az egész Erdélyi medencét is beleértve - a pliocén tó visszahúzódásával és a térség feltöltődésével vette kezdetét. Az egész terület jellemzői az üledékes kőzetek, melyeket az utólagos kéreg mozgások kimozdítottak eredetileg vízszintes helyzetükből, ezáltal változatossá téve a felszínt.
A Maros és a Kis-Küküllő közötti részen a Kis-Küküllő-menti-dombság (Dealurile Târnavei Mici), melyet a tőle délre elterülő Küküllőközi-dombságtól (Dealurile Târnavei Mari) a Kis-Küküllő völgye választ el. A felszín mindkét térségben enyhén észak felé lejt (monoklinális felszín), a két Küküllő felé pedig meredeken lejtő kuesztákat találunk, melyeken nagyon gyakran megjelennek lejtőmenti folyamatok, vízmosások, földcsuszamlások formájában. A belső területeken pedig gyakori a rétegek felboltozódásai, amelyek a térség legjelentősebb altalajkincsét a földgázt rejtik. A Kárpátok kiemelkedésének köszönhetően pedig a medence alján mindenhol jelen levő kősó a szélső területeken diapir formájában felgyőrődve került a felszín közelébe.

## Települései

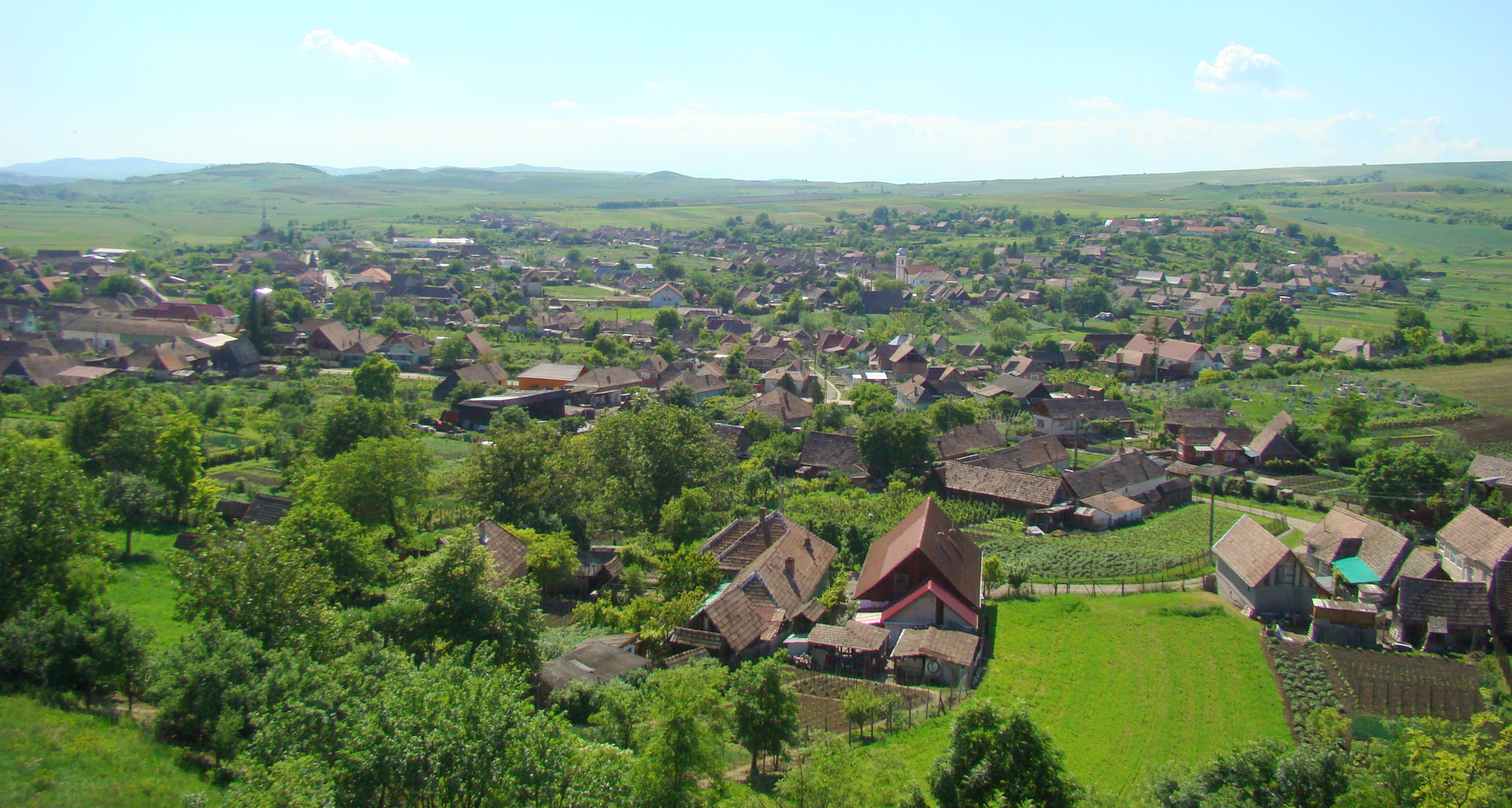
A Küküllőmenti-dombság látképe Betlenszentmiklósnál

A Küküllő vidékhez több mint negyven település tartozik, például:

A Küküllőmenti-dombvidék panorámaképe Dicsőszentmárton környékén

- Balavásár
- Betlenszentmiklós
- Héderfája
- Erdőszentgyörgy
- Küküllőszéplak
- Gyulakuta
- Kóródszentmárton
- Küküllővár
- Dicsőszentmárton
- Magyarkirályfalva
- Küküllődombó
- Sövényfalva
- Ádámos